# Sonse brug
De Sonse brug is een hefbrug over het Wilhelminakanaal die zich aan de zuidzijde van het Noord-Brabantse kerkdorp Son bevindt. De overspanning bedraagt 23,5 meter en het wegdek ligt 70 centimeter boven kanaalniveau. In geheven stand is de doorvaarthoogte 7 meter. De brug wordt gekenmerkt door de vier betonnen torens waarover de kabels met contragewichten bewegen.

## Geschiedenis
Door de aanleg van het Wilhelminakanaal was er een brug benodigd voor de reeds bestaande weg van Eindhoven naar Son. In 1923 startte de bouw van de nieuwe draaibrug, die plaats bood voor wegverkeer en stoomtrams op de lijn Eindhoven-Son-Nijnsel-Veghel. 
In 1944 werd de brug zwaar beschadigd tijdens operatie Market Garden. In de nabije omgeving waren andere bruggen al opgeblazen door de Duitsers, waardoor de draaibrug van strategisch belang was. Toen de Amerikanen in de middag van 17 september rond 15:00 tot minder dan 100 meter genaderd, werd de Sonse brug ook door de Duitsers vernietigd. De middenpijler van de brug bleef echter intact en een provisorische reparatie kon snel geschieden. De volgende morgen omstreeks 6:15 had de Britse genie een baileybrug gereed die tanks kon dragen.
Na de oorlog werd een hefgedeelte geplaatst in de baileybrug, die tot in de jaren 50 functioneerde. Hierna werd de brug vervangen door een draaibrug, die op zijn beurt plaats maakte voor de huidige hefbrug, die geopend werd op 9 mei 1981.